# Sorites-paradokset
Sorites-paradokset (sorites er græsk og afledt af ordet soros, som betyder bunke) er et paradoks, som illustrerer sprogets vage begreber (begreber, som ikke er veldefinerede). Paradokset findes i mange former, for eksempel:
Der er en stor bunke sten. Vi trækker gentagende én sten fra bunken. Hvornår er denne bunke ikke mere stor?
Paradokset er oprindeligt formuleret af Eubulides fra Milet i det 4. århundrede f.Kr.
Et andet lignende paradoks kaldet, interessante-tal-paradokset, blev fremstillet af matematikeren, Edwin Bechenbach.